# がけ崩れ防災週間
がけ崩れ防災週間（がけくずれぼうさいしゅうかん）とは、土砂災害に関する日本国民の理解と関心を深めるとともに、土砂災害に関する防災知識の普及、警戒避難体制整備の促進等を推進し、土砂災害による人命、財産の被害を防止することを目的とした週間。
1973年（昭和48年）に建設省（現:国土交通省）により定められた。毎年6月1日～6月7日の一週間。これは地すべり等が発生しやすくなる梅雨時を前とした6月初旬に設定されたことによる。